# Иван Пенчев
Иван Георгиев Пенчев е български учен медик ендокринолог, академик в Българска академия на науките.

## Биография
Иван Георгиев Пенчев е роден на 22 ноември 1904 г. във Враца. Завършва медицина в Софийския университет през 1931 г. През 1939 г. получава медицинска специалност „вътрешни болести“. Работи в държавни болници в няколко места из страната. Редовен доцент е в Медицинския факултет на СУ от 1948 до 1950 г. При основаването на Института за специализация и усъвършенстване на лекари (ИСУЛ) през 1950 г. е сред първите професори; назначен е за ръководител на катедрата по ендокринология и болести на обмяната. През 1961 г. е избран за член-кореспондент на БАН, а през 1967 г. – за академик. Секретар е на отделението за медицински науки на БАН през периода 1962 – 1968 г. Ръководител е на групата по ендокринология при БАН, впоследствие трансформирана в група за изучаване на проблема диабет при БАН от 1962 г.

## Научна дейност
Научните му интереси са насочени предимно към диабета, заболяванията на щитовидната жлеза, хормоните и хормонотерапията, ендокринно-обменната диагностика. Занимава се също така с проблемите на медицинското образование и на терапевтичната дейност в българските болници.
Членува в редица национални и чуждестранни научни дружества. Член-основател на Научния медицински съвет при Министерството на народното здраве; почетен член на Чехословашкото медицинско дружество „Ян Пуркине“ от 1961 г. Умира на 6 април 1974 г. в София.

## Отличия и награди
Удостоен е с почетните звания „Заслужил деятел на науката“ (през 1965 г.), „Народен деятел на науката“ (през 1969 г.) и „Герой на социалистическия труд“ (през 1972 г.). Награден е с ордените „Червено знаме на труда“ (през 1955 г. и 1960 г.), „Народна република България“ I степен (през 1964 г.), медала „Бантинг-Бест“ (1960 г.). Лауреат на Димитровска награда (1970 г.).